# تومي هايز
تومي هايز (بالإنجليزية: Tommy Hayes)‏ هو لاعب اتحاد الرغبي نيوزلندي، ولد في 13 ديسمبر 1973 في Tokoroa ‏ في نيوزيلندا.

## وصلات خارجية
- تومي هايز عل موقع إسبنسكروم (الإنجليزية)